# 恩克圖嚕
恩克圖嚕（?—?），喀尔喀蒙古车臣汗部人，博尔济吉特氏。清朝第十五代车臣汗。
恩克圖嚕是第十四代车臣汗瑪哈什哩的长子。嘉庆十二年（1807年），瑪哈什哩卒，恩克圖嚕袭封车臣汗。嘉庆二十二年（1817年），恩克圖嚕得病，于是因病被嘉庆帝免去车臣汗的爵位，他的儿子阿爾塔什達袭封车臣汗。